# Trichoplusia feisthamelii
Enigmogramma feisthamelii là một loài bướm đêm trong họ Noctuidae.